# Lepidiolamprologus
Lepidiolamprologus és un gènere de peixos de la família dels cíclids i de l'ordre dels perciformes.
El gènere Lepidiolamprologus és monofilètic excepte per a Lepidiolamprologus cunningtoni. Juntament amb el gènere Altolamprologus i nombroses espècies del gènere Altolamprologus i Neolamprologus Lepidiolamprologus forma un clade monofilètic dins de la tribu Lamprologini, que comparteixen un cartílag osificat.

## Distribució geogràfica
És endèmic del llac Tanganyika (Àfrica oriental).

## Taxonomia
- Lepidiolamprologus attenuatus (Steindachner, 1909)
- Lepidiolamprologus cunningtoni (Boulenger, 1906)
- Lepidiolamprologus elongatus (Boulenger, 1898)
- Lepidiolamprologus kendalli (Poll & Stewart, 1977), sinònim: Lepidiolamprologus nkambae (Staeck, 1978)
- Lepidiolamprologus mimicus (Schelly, Takahashi, Bills & Hori, 2007)[4]

- Lepidiolamprologus profundicola (Poll, 1949)[5]